# Jorge Carrasco (Fußballspieler, 1960)
Jorge Carrasco, mit vollständigem Namen Jorge Iván Carrasco Monsalves, (* 3. November 1960 in Coronel) ist ein ehemaliger chilenischer Fußballspieler. Der Abwehrspieler spielte sechs Länderspiele für die Nationalmannschaft Chiles.

## Karriere

### Verein
Jorge Carrasco begann 1980 seine Karriere bei Fernández Vial. Der überwiegend als rechte Verteidiger eingesetzte Carrasco spielte überwiegend bei Klubs aus dem Süden Chiles. Seine Karriere beendete er 1997 bei dem Verein Deportes Concepción, mit dem er zuvor im Jahr 1994 die Zweitligameisterschaft gewann.

### Nationalmannschaft
Das Debüt in der chilenischen Nationalmannschaft gab Jorge Carrasco im Januar 1989 beim Freundschaftsspiel gegen Ecuador. Nach weiteren Freundschaftsspielen wurde Carrasco von Orlando Aravena für die Copa América 1989 nominiert. Dort schied La Roja als Gruppendritter der Fünfergruppe aus. Carrasco kam beim Turnier nicht zum Einsatz. Das Freundschaftsspiel im Juni gegen Bolivien war sein letztes der sechs Länderspiele.

## Erfolge
Deportes Concepción
- Zweitligameister: 1994